# Parelhalstortel
De parelhalstortel (Spilopelia chinensis, synoniemen: Stigmatopelia chinensis en Streptopelia chinensis) is een soort tortelduif. De vogel werd in 1786 door de Italiaanse natuuronderzoeker Giovanni Antonio Scopoli geldig beschreven. De vogel komt wijd verspreid voor in een groot deel van Zuid-Azië en de Indische Archipel en ook daarbuiten als exoot.

## Taxonomie
Over de geslachtsnaam van de parelhalstortel is veel verwarring. Heel lang werd deze tortel ingedeeld in het geslacht Streptopelia. Aangezien de parelhalstortel afwijkt van de andere tortelduiven van het geslacht Streptopelia, werd hij rond de eeuwwisseling ingedeeld in een nieuw geslacht Stigmatopelia. In 2012 werd de parelhalstortel, samen met de palmtortel (S. senegalensis) op de IOC World Bird List in een geslacht met de naam Spilopelia geplaatst.

## Beschrijving
De parelhalstortel is ongeveer 30 tot 34 cm lang. Deze tortel heeft een vrij lange staart en het meest opvallend is de zwarte band om de nek met duidelijke witte stippels, vandaar de naam parelhalstortel.

## Verspreiding en leefgebied

### Oorspronkelijk verspreidingsgebied
De vogel heeft een verspreidingsgebied over het Indische Subcontinent, Zuid-China, Indochina en de Indische Archipel. Het is een veel voorkomende vogel van open landschappen, secondair bos, agrarisch gebied, parken en tuinen.
De soort telt vijf ondersoorten:
- S. c. suratensis: van Pakistan tot Nepal, India en Sri Lanka.
- S. c. ceylonensis: Sri Lanka
- S. c. tigrina: van noordelijk India via Indochina tot de Filipijnen en de Soenda-eilanden.
- S. c. chinensis: van Myanmar tot centraal en oostelijk China en Taiwan.
- S. c. hainana: Hainan (nabij zuidoostelijk China).

### Verspreiding als exoot
Sinds de negentiende eeuw zijn verschillende ondersoorten buiten het oorspronkelijke verspreidingsgebied geïntroduceerd in Australië, Fiji, Mauritius, Mexico, Nieuw Caledonië, Nieuw-Zeeland, Papoea-Nieuw-Guinea en Hawaï.

## Status
De parelhalstortel heeft een enorm groot verspreidingsgebied en daardoor alleen al is de kans op uitsterven uiterst gering. De grootte van de populatie is niet gekwantificeerd. Er is aanleiding te veronderstellen dat de soort in aantal toeneemt. Om die redenen staat deze tortelduif als niet bedreigd op de Rode Lijst van de IUCN.

## Verzorging in de volière
Deze soort is in het begin nogal schuw. Als de duiven eenmaal gewend zijn aan de nieuwe omgeving en de verzorger worden ze wat vertrouwelijker. De parelhalstortel legt twee eieren. Het zijn goede broeders, broeden de eieren in 14 dagen uit en zorgen goed voor hun jongen. Deze soort heeft een mooie en meestal niet hinderlijke roep. Deze duiven zijn winterhard. Ze zijn niet zo moeilijk te houden en niet duur. Deze duiven worden net als de meeste duiven het best als koppel gehouden.